# Gulpen
Ne doit pas être confondu avec Gulpen (Plombières).
Gulpen (en limbourgeois Gullepe ou Gulpe, en français Galoppe, tombé en désuétude) est un village néerlandais situé dans la commune de Gulpen-Wittem, dans la province du Limbourg néerlandais. Le 1er janvier 2005, le village avait 3 660 habitants.
Gulpen tire son nom de la rivière Galoppe (en néerlandais Gulp), qui traverse le centre bourg.

## Histoire
Gulpen a été une commune indépendante jusqu'au 1er janvier 1999. À cette date, la commune fusionne avec celle de Wittem pour former la nouvelle commune de Gulpen-Wittem. Entre 1830 et 1965, Gulpen abrite une des églises de Léopold, remplacée depuis par un bâtiment moderne.